# O simplă întâmplare
„O simplă întâmplare” („Random Quest”) este o povestire științifico-fantastică și de dragoste scrisă de autorul englez John Wyndham. Povestirea a fost dramatizată de trei ori, de două ori sub numele său original și o dată sub denumirea Quest for Love.
Trafford, după ce se trezește în urma unui șoc provocat de un accident în laborator, ajunge într-un univers paralel unde nu a avut loc cel de-al doilea război mondial cu toate consecințe care decurg de aici privind viata sa profesională și personală și începe să caute toate informațiile pe care le-ar putea folosi pentru a se întoarcere în propriul său univers.

## Vezi și
- Listă de povestiri după care s-au făcut filme